# The Trial
The Trial – utwór muzyczny brytyjskiego zespołu rockowego Pink Floyd. Pochodzi z wydanej w 1979 roku rock opery/concept albumu The Wall. Napisany przez Rogera Watersa i Boba Ezrina, stanowi punkt kulminacyjny zarówno płyty, jak i powstałego na jej podstawie filmu.

## Fabuła
Utwór koncentruje się na swoistym podsumowaniu losów postaci wykreowanej na płycie The Wall: gwiazdora rockowego o imieniu Pink, który po życiu pełnym emocjonalnych, a później także narkotykowych ekscesów osiągnął w końcu załamanie nerwowe. Toczący się w umyśle bohatera Proces jest punktem podparcia, na którym balansuje jego zdrowie psychiczne. W trakcie piosenki Pink jest konfrontowany z najważniejszymi osobami, które wywarły wpływ na jego życie (a które są wspominane wcześniej na albumie): z nadmiernie surowym i obrażającym uczniów dyrektorem, ze swoją emocjonalnie odległą, niewierną żoną, a także z przytłaczającą, nadopiekuńczą matką. Jego podświadoma walka o zdrowie psychiczne jest nadzorowana przez Sędziego („Jego Wysokość Robaka”) – kojarzonego z robakami, które „wżerały mu się w umysł” (po raz pierwszy wspomniane zostały w utworze Hey You). Prowadzone przez Oskarżyciela przesłuchanie świadków przerywane jest refrenem w wykonaniu Pinka: „Szalony/Kuku na muniu/Jestem szalony”. W pewnym momencie przepełniony rozpaczą Pink śpiewa „w tej ścianie muszą przecież być jakieś drzwi – w końcu jakoś tu wszedłem!”, dając tym wyraz swemu zagubieniu w świecie własnych wizji, chęci znalezienia jakiegoś wyjścia, sposobu ucieczki – za mur, od swoich wewnętrznych koszmarów i ożywionych widm z własnej przeszłości – przez drzwi, które w rzeczywistości nie istnieją. Punktem kulminacyjnym procesu jest wydanie wyroku: bohater zostaje skazany na odsłonięcie „przed równymi sobie”, czyli na zburzenie metaforycznego muru.
Utwór The Trial i następujący po nim Outside the Wall są jedynymi piosenkami na płycie, na których wydarzenia nie są opisywane z perspektywy Pinka. Chociaż bowiem ich akcja toczy się de facto wewnątrz jego umysłu – podmiotem mówiącym są tu przede wszystkim osoby obserwujące go z zewnątrz.
Słysząc, co Matka, Dyrektor i Żona mają do powiedzenia na temat bohatera, można mieć wątpliwości co do zewnętrznych przyczyn jego stanu psychicznego. Najpełniej wyraża to kwestia Żony:
„...Powinieneś był częściej ze mną rozmawiać – ale nie! – ty musiałeś chodzić swoimi ścieżkami...”
Kładzie to zdecydowanie większy akcent na winę samego Pinka, prowadząc do konkluzji Sędziego: „przysporzyłeś cierpienia swej wspaniałej żonie i matce” oraz do ostatecznego wyroku: „skazuję cię więc na odsłonięcie przed równymi tobie”.
Utwór kończy się odgłosem muru walącego się do wtóru okrzyków „Zburzyć ścianę!”.
Nie jest do końca jasne, co pociąga za sobą kulminacyjne zburzenie muru, jednak pewną wskazówką może tu być treść późniejszego utworu, The Final Cut, pochodzącego z albumu pod tym samym tytułem: „Wykręć numer, otwórz judasza / A jeśli będę w środku, powiem ci / co się kryje za ścianą”. We fragmencie, gdy Waters śpiewa „za ścianą” w tle rozlega się wystrzał z pistoletu, co może sugerować, że Pink zburzył swój mur popełniając samobójstwo (inni interpretatorzy widzą w tym jednak zabieg mający na celu zerwanie powiązania tamtego albumu z The Wall.)
Wielu miłośników Pink Floyd wciąż jeszcze dyskutuje nad znaczeniem tego utworu. Jedna z teorii mówi, że proces, któremu poddawany jest Pink, prowadzony jest w rzeczywistości przez niego samego, przez swoiste sprzężenie zwrotne, jakie zachodzi między zniewagami, jakich doświadcza ze strony innych, a jego utratą zdrowia psychicznego. Natomiast inni interpretatorzy twierdzą, że proces nie ma źródła we wnętrzu samego Pinka, a raczej stanowi pewnego rodzaju podsumowanie całej jego historii, metaforę całego strachu i emocjonalnych nadużyć, jakim był poddawany przez całe życie. W tekście można też znaleźć wzmiankę, że przyczyną, dla jakiej stanął przed tym Sądem było „okazywanie uczuć o niemal ludzkiej naturze” – co można odczytać jako wskazanie, że proces jest tu rodzajem wentyla bezpieczeństwa, ochrony swego zdrowia psychicznego.
Jednak sam autor tekstu – Roger Waters – tłumaczy swe dzieło jako sąd, który bohater prowadzi sam nad sobą. Co więcej, nie dotyczy to tylko i wyłącznie fikcyjnej postaci. Utwór ten można bowiem rozumieć także w kontekście egzorcyzmów, jakie odprawia nad sobą sam Waters; w pewien sposób potwierdził tę teorię, mówiąc, że tworzenie tego utworu „odegrało rolę terapeutyczną, było czymś w rodzaju katharsis...”.

## Wersja filmowa
W wersji filmowej proces na Pinku przedstawiony jest w postaci animowanej sekwencji, pełnej jaskrawych kolorów i niebanalnych rozwiązań. Rysownik Gerald Scarfe skupił się nie tylko na stronie wizualnej projektu, ale także na motywach, muzyce i tekstach pochodzących z oryginalnej piosenki, a także całej płyty. Trzej podstawowi antagoniści bohatera w wersji animowanej zostali przedstawieni w sposób nawiązujący do wcześniejszych tekstów i sekwencji filmowych z ich udziałem: Dyrektor ukazany jest jako marionetka poruszana na sznurkach przez swą władczą żonę (nawiązanie do The Happiest Days of Our Lives), Żona Pinka wyłania się spod muru pod postacią pół-kobiety, pół-skorpiona (tak samo jak podczas Don’t Leave Me Now), natomiast Matka nadlatuje z powietrza w abstrakcyjnym wizerunku samolotu (nawiązanie do maszyny, która pozbawiła życia ojca Pinka, a także do jego zabawki z Another Brick in the Wall, Part 1), po czym krąży w nim wokół bohatera. Sędzia jest zobrazowany jako wielki odbyt przybrany w sędziowską perukę, natomiast wygląd Oskarżyciela jest karykaturą stereotypowego osiemnastowiecznego prawnika.
Animowana sekwencja pochodząca z filmu została także użyta podczas koncertów The Wall z lat 1980/81: były wyświetlane na murze za śpiewającym ten utwór Rogerem Watersem.

## Kompozycja
The Trial jest pierwszą po Atom Heart Mother kompozycją Pink Floyd, w której tworzeniu wziął udział artysta spoza zespołu. Pod względem muzycznym jego głównym autorem jest producent Bob Ezrin. Wyróżnia się tu przede wszystkim bardzo ekspresyjny wokal Rogera Watersa, a także pretensjonalna stylistyka, która momentami przypomina bardziej broadwayowski musical niż piosenkę rockową – jest zaaranżowana na pełną orkiestrę, nie przejawiając właściwie żadnego podobieństwa do „klasycznego” rocka dopóki gitara Gilmoura nie wchodzi podczas ostatecznego werdyktu, grając melodię nawiązującą do Hey You. Jednak nawet wtedy muzyka orkiestralna pozostaje słyszalna w tle, dramatyczny sposób śpiewu także nie ulega zmianie. The Trial jest interesujący zwłaszcza poprzez swe nawiązania do stylistyki teatralnych utworów autorstwa Bertolta Brechta i Kurta Weilla.

## Wykonawcy
- David Gilmour – gitary, bas
- Nick Mason – perkusja
- Roger Waters – wokale
- Vicki & Clare – wokale wspierające
- Orkiestra Nowojorska dyrygowana przez Michaela Kamena

Podczas występu w Berlinie w 1990 utwór The Trial angażował następujących członków ekipy w rolach:
- Tim Curry jako Oskarżyciel
- Thomas Dolby jako Dyrektor
- Ute Lemper jako Żona Pinka
- Marianne Faithfull jako Matka Pinka
- Albert Finney jako Sędzia
- Roger Waters jako Pink